# Burt Bacharach
Burt Freeman Bacharach (Kansas City, 12 de maio de 1928 - Los Angeles, 8 de fevereiro de 2023) foi um pianista e compositor norte-americano.
Bacharach compôs diversas músicas para inúmeros artistas e conquistou seis prêmios Grammy e três Óscar, sendo os maiores êxitos os Oscar de melhor canção original: por Raindrops Keep Fallin' on My Head, escrita com Hal David, em 1970, e Arthur's Theme (Best That You Can Do), escrita com Peter Allen, Carole Bayer Sager e Christopher Cross, em 1982. E  um Oscar de melhor banda sonora pela trilha sonora do filme de 1969 Butch Cassidy and the Sundance Kid.

## Biografia
Em 1956, aos 28 anos de idade, a produtividade de Bacharach aumentou quando o compositor Peter Matz o recomendou a Marlene Dietrich, que precisava de um arranjador e maestro para seus shows em discotecas. Ele então tornou-se diretor musical, em tempo parcial, de Dietrich, a atriz e cantora que havia sido uma estrela internacional na década de 1930. Eles fizeram várias turnês pelo mundo até o início dos anos 1960; quando não estavam em turnê, ele escrevia canções. Como resultado de sua colaboração com Dietrich, ele ganhou seu primeiro reconhecimento importante como maestro e arranjador.

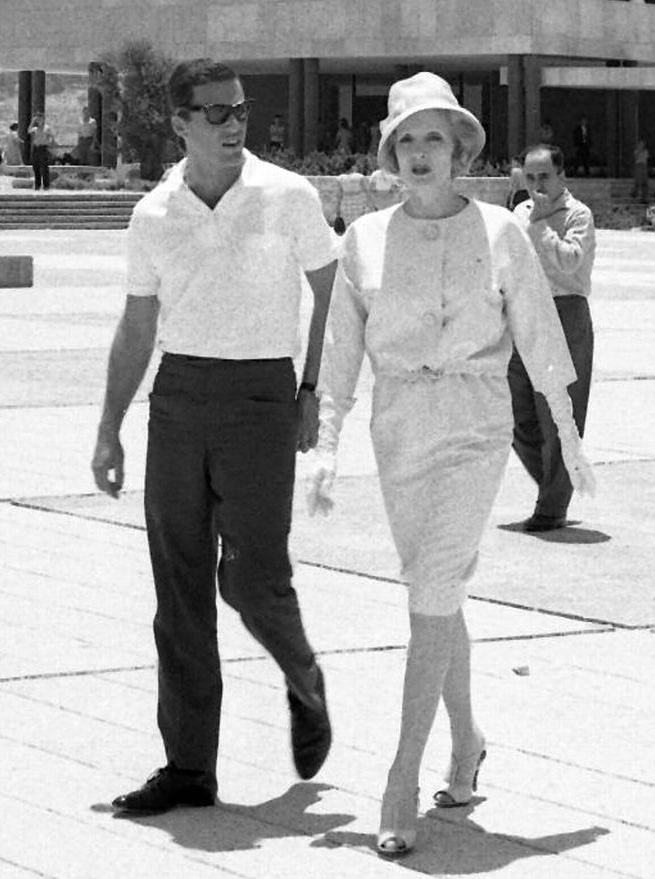
Bacharach e Dietrich, em Jerusalem, 1960

Em sua autobiografia, Dietrich escreveu que Bacharach adorava fazer turnês pela Rússia e Polônia porque os violinistas eram "extraordinários", e os músicos eram muito apreciados pelo público. Ele gostava de Edimburgo e Paris, assim como dos países escandinavos, e "também se sentia em casa em Israel", escreveu ela, onde a música era igualmente "muito reverenciada". A relação de trabalho entre os  dois cessou no início dos anos 1960, após cerca de cinco anos, alegadamente porque Bacharach pretendia se dedicar em tempo integral à composição. Mas ela se refere ao tempo que passou com ele como "o sétimo céu [...] Como homem, ele encarnava tudo o que uma mulher poderia desejar. [...] Quantos homens assim existem? Para mim, ele era o único."
Bacharach juntou-se ao letrista Hal David e outros para escrever algumas das canções mais populares das décadas de 1960 e 1970. Foram centenas de canções, desde  o final dos anos 1950 até o início dos 1980, muitas em colaboração com David. Seis vezes vencedor Grammy Award e três vezes vencedor Academy Award, as canções de Bacharach foram gravadas por mais de 1 000 artistas diferentes. Até 2014, ele havia escrito 73 grandes sucessos dos EUA e 52 do Reino Unido (incluídos entre os "Top 40"). É considerado um dos mais importantes compositores de música popular do século XX.
A música de Bacharach se caracteriza por um estilo sofisticado, melodias marcantes, em compasso 5/4 ou 7/4. Suas canções tiveram grandes intérpretes, incluindo, os Beatles, os Carpenters, Aretha Franklin, Tom Jones, Dusty Springfield, Luther Vandross e, especialmente, Dionne Warwick, que gravou demos para ele.  Além disso, muitas foram adaptadas por artistas de jazz, como Stan Getz e Wes Montgomery. A canção "My Little Red Book", de Bacharach e David, gravada pelos Love em 1965, tornou-se um marco do rock.
Em 1998, ele gravou o álbum Painted From Memory, com o cantor e compositor Elvis Costello. Além disso, Bacharach participou de vários filmes de Hollywood, incluindo os três da série Austin Powers.

## Vida pessoal e morte

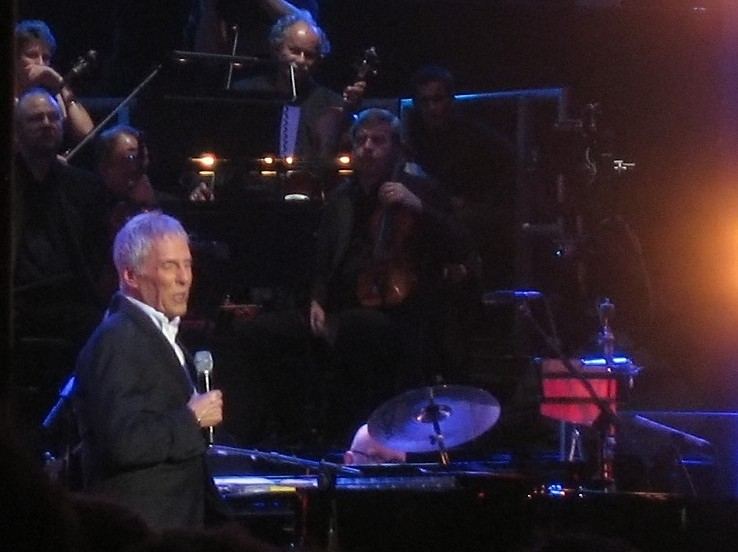
Bacharach se apresentando em 2008.

Bacharach teve quatro casamentos: o primeiro,  com Paula Stewart; o segundo, com a atriz Angie Dickinson; em seguida, com a compositora Carole Bayer Sager (que colaborou com ele em várias canções) e, finalmente, com Jane Hanson.
Morreu em 8 de fevereiro de 2023, aos 94 anos de idade, em Los Angeles.
Em 2018, em entrevista, Burt declarou:
"A música amolece o coração, faz você sentir algo se for bom, traz emoções que talvez você nunca tenha sentido antes. É uma coisa muito poderosa se você for capaz de fazer isso, se tiver em seu coração fazer algo assim." 

## Discografia oficial (incompleta)
- Hitmaker! Burt Bacharach Plays His Hits (1965)
- What's New Pussycat Soundtrack (1965)
- Reach Out (1967)
- Casino Royale Soundtrack (1967)
- Make it Easy on Yourself (1969)
- Butch Cassidy & The Sundace Kid Soundtrack (1969)
- Promises, Promises Soundtrack (1969)
- Burt Bacharach (1971)
- Living Together (1974)
- Futures (1977)
- Woman (1979)
- One Amazing Night (1998)
- Painted From Memory com Elvis Costello (1998)
- Isley Meets Bacharach: Here I Am com Ronald Isley (2003)
- At This Time (2005)
- Live At Sydney Opera House (2008)